# Высотная поясность Крымских гор
Высотная поясность Крымских гор или высотная зональность Крымских гор — закономерная смена природных комплексов в горах Крыма, обусловлена прежде всего изменением климата и грунтов в зависимости от высоты над уровнем моря..
Крым лежит в пределах Приазовско-Черноморской степной геоботанической подпровинции и Горно-Крымской геоботанической подпровинции. Участки естественной растительности сохранились лишь на заповедных территориях и объектах, а также в горной части. Площадь лесов составляет 309 тыс. га. Это свидетельствует о высокой лесистости, которая достигает 32%. В Горном Крыму выделяют более 40 типов леса в различных типах лесорастительных условий..
В Горном Крыму преобладают леса твердолиственных пород. Они составляют 89,2 % покрытой лесом площади. На склонах гор преобладают дубравы (64 % площади лесов; дуб пушистый, дуб обыкновенный, дуб скальный), буковые (14,7 %), грабовые (6,3 %), среди хвойных пород (7,2 %) преобладают сосна крымская Палласа) и сосна обыкновенная. Мягколиственные и кустарники занимают 3,6 % площади лесов..

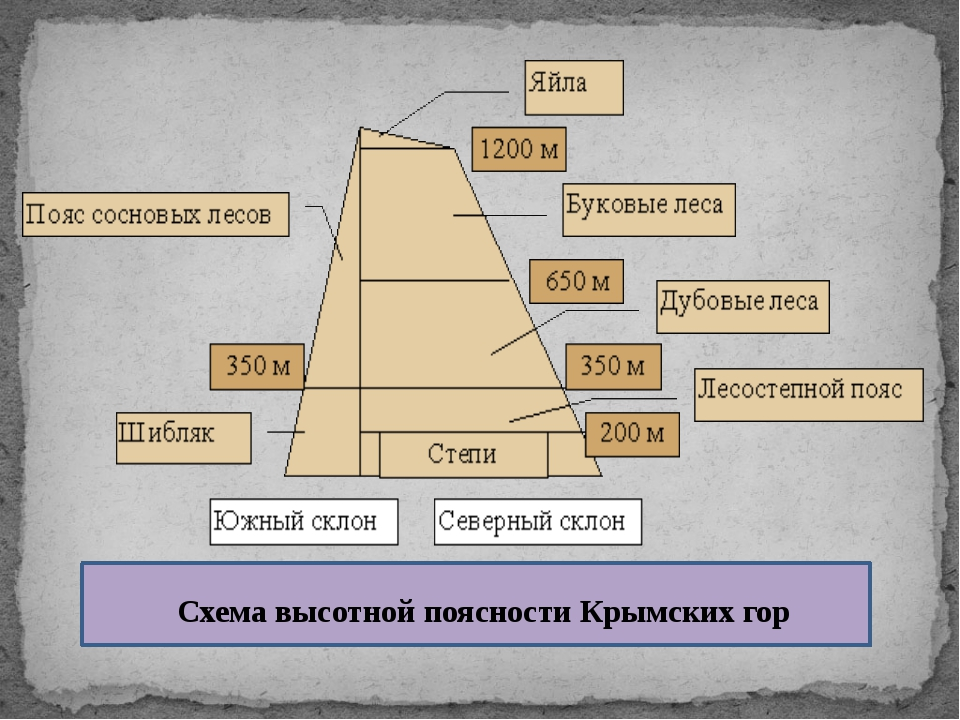
Схема высотной поясности крымских гор с разных склонов.

На северном склоне Горного Крыма развились пояса:
- лесостепной (до 350 м);
- дубовые леса (350-700 м);
- буковые и грабово-буковые леса (500-700 – до 1 300 м);
- яйлинские сухие степи (более 1 300 м).

На южном:
- приморские заросли и можжевелово-дубовые леса (до 300-400 м);
- леса из сосны крымской (400-900 м);
- грабово-буково-сосновые леса (от 900 м до бровки яйл).
- Верхний растительный пояс образуют яйлинские луговые степи.[1].